# Neilton
Neilton az Amerikai Egyesült Államok északnyugati részén, Washington állam Grays Harbor megyéjében elhelyezkedő statisztikai település. A 2010. évi népszámlálási adatok alapján 315 lakosa van.
Neilton postahivatala 1920 óta működik.

## Éghajlat
A település éghajlata óceáni (a Köppen-skála szerint Cfb).

## Népesség
A település népességének változása:
| Lakosok száma | 345  | 315  | 299  |
|               | 2000 | 2010 | 2020 |